# Vysílač Velký Javorník
Vysílač Velký Javorník se nachází na stejnojmenném vrchu v nadmořské výšce 915 m n. m. Svým vysíláním pokrývá primárně okres Nový Jičín (regionální verze pro Moravskoslezský kraj), respektive okres Vsetín (regionální verze pro Zlínský kraj). Jde o jeden ze základních vysílačů společnosti Digital Broadcasting.

## Polohopis
Za jasného počasí je z Velkého Javorníku možné vidět Lysou horu, Smrk, Kněhyni, Radhošť, Palkovické hůrky či Ondřejník. Ve směru na severozápad je výhled na částečně odtěžený vrch Kotouč a Štramberskou Trúbu. Vidět jsou i města Frenštát pod Radhoštěm, Frýdek-Místek, Nový Jičín, za dobré viditelnosti Ostrava a Havířov.

## Vysílaná stanice

### Televize
Z vysílače Velký Javorník je Multiplex 24 vysílán pro Moravskoslezský a Zlínský kraj s následujícími parametry:
|        | Multiplex    | Regionální verze     | Kanál | Kmitočet | Výkon (ERP) | Polarizace   |
| ------ | ------------ | -------------------- | ----- | -------- | ----------- | ------------ |
| DVB-T2 | Multiplex 24 | Zlínský kraj         | 42    | 642 MHz  | 3 kW        | horizontální |
| DVB-T2 | Multiplex 24 | Moravskoslezský kraj | 45    | 666 MHz  | 10 kW       | horizontální |

### Rozhlas
Přehled rozhlasových stanic vysílaných z Velkého Javorníku:
FM:
| Stanice   | Kmitočet  | Výkon (ERP) | Polarizace |
| --------- | --------- | ----------- | ---------- |
| Radio Čas | 105,9 MHz | 0,8 kW      | M          |

DAB+ (kmitočtový blok 9C, 0,8 kW ERP, vertikální polarizace):
| Stanice        | Název    | Název krátký | Bitová rychlost | Mód zvuku | Kodek     | Ochrana |
| -------------- | -------- | ------------ | --------------- | --------- | --------- | ------- |
| Rádio Čas      | >>CAS<<  | >>CAS<<      | 96 kbit/s       | Stereo    | HE-AAC v1 | EEP 2-A |
| Rádio Čas Rock | CAS ROCK | CAS ROCK     | 96 kbit/s       | Stereo    | HE-AAC v1 | EEP 2-A |